# Annie Campbell-Orde

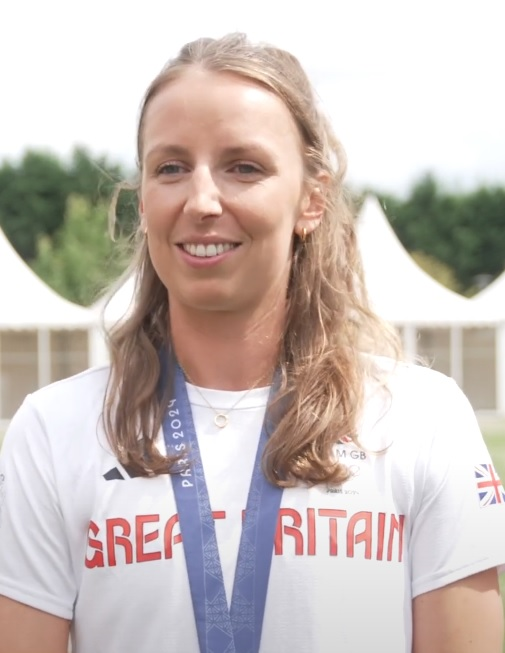
Annie Campbell-Orde bei den Olympischen Spielen 2024

Annie Campbell-Orde (* 5. Oktober 1995 in Wells) ist eine britische Ruderin. 2024 gewann sie die olympische Bronzemedaille im Achter.

## Sportliche Karriere
Annie Campbell-Orde spielte zunächst Netball. Mit dem Rudersport begann sie an der Loughborough University. Sie trat lange für den Nottingham Rowing Club an. Seit 2022 rudert sie für den Leander Club.
Ihre internationale Karriere begann erst 2022, als sie erstmals im Weltcup antrat. 2023 gewann sie ihre erste internationale Medaille. Bei den Europameisterschaften in Bled hatte der rumänische Achter sechseinhalb Sekunden Vorsprung vor den Britinnen, die ihrerseits fünf Sekunden vor den drittplatzierten Italienerinnen die Ziellinie überquerten. Auch drei Monate später bei den Weltmeisterschaften in Belgrad siegten die Rumäninnen. Hinter den Booten aus den Vereinigten Staaten und aus Australien wurden die Britinnen Vierte.
2024 bei den Europameisterschaften in Szeged belegte der britische Achter mit Heidi Long, Rowan McKellar, Holly Dunford, Eve Stewart, Lauren Irwin, Emily Ford, Harriet Taylor, Annie Campbell-Orde und Steuermann Henry Fieldman den zweiten Platz mit drei Sekunden Rückstand auf die Rumäninnen. Bei den Olympischen Spielen in Paris siegten ebenfalls die Rumäninnen, hinter den Kanadierinnen gewann der britische Achter in der gleichen Besetzung wie bei den Europameisterschaften die Bronzemedaille.